# Lovci hlav (seriál)
Lovci hlav (v norském originále Hodejegerne – Den første løgnen) je norský komediální kriminální seriál s prvky černého humoru, který byl poprvé vysílán na TV 2 Play a TV2 v Norsku v roce 2022 a vznikl ve spolupráci se švédskou C More a TV4. Seriál vychází z prostředí popsaného v kriminálním románu Hodejegerne, jenž napsal Jo Nesbø. Děj seriálu se odehrává v době před dějem románu a filmu Hodejegerne (2011), který byl podle románu natočen. Šestidílný seriál produkovala společnost Yellow Bird a premiéra se uskutečnila 2. září 2022.
Seriál získal ocenění Gullruten 2023 v kategorii nejlepší VFX za Stardust Effects/Otto Thorbjørnsen a byl také nominován v kategorii nejlepší make-up za Janne Røhmen.

## Obsazení
| Axel Bøyum                   | Roger Brown               |
| Ingrid Giæver                | Diana Eliassen            |
| Mikkel Bratt Silset          | Ove Kjikerud              |
| Martin Wallström             | Jon Christian Wiklund     |
| Dominique Tipper             | Kelly                     |
| Mads Ousdal                  | Øyvind Møllerstad         |
| Mats Eldøen                  | Sander Fjellheim          |
| Ravdeep Singh Bajwa          | Eilif                     |
| Ingeborg Sundrehagen Raustøl | Julie Thommassen          |
| Terje Strømdahl              | Per 'The Pastor' Sørensen |